# 吉本百年物語
『吉本百年物語』（よしもとひゃくねんものがたり）は、吉本興業創業100周年を記念し、2012年4月13日から2013年4月7日までなんばグランド花月で上演された舞台。1年をかけ、100年の吉本興業の歴史を振返るストーリーであった。キャッチフレーズは「大阪に生まれ、大阪が育てた吉本100年、12の物語」。

## 概要・出演者
| 公演 | 公演名                             | 主な出演者 | 公演日                                                                                      |
| ---- | ---------------------------------- | --- | ------------------------------------------------------------------------------------------- |
| 4月  | 大将と御寮ンさん・二人の夢         | - 吉本せい：国仲涼子 - 吉本吉兵衛：陣内智則 - お銀：神野美伽 | 2012年4月13日 - 5月6日 （休演日：4月21日・25日、5月1日・5日）                               |
| 5月  | キミとボクから始まった             | - 林正之助：六角精児 - 横山エンタツ：板尾創路（130R） - 花菱アチャコ：中川礼二（中川家） - ジャズマン・籏野：西村和彦 - 吉本せい：海原ともこ - 秋田實：南圭介 - 轟一蝶：中川剛（中川家） - 轟一蝶の妻・日出子：海原やすよ - 山本彩（当時NMB48） - 渡辺美優紀（当時NMB48）                | 2012年5月14日 - 6月6日 （休演日：5月17日・19日・31日、6月2日）                              |
| 6月  | 舶来上等、どうでっか?              | - 林弘高：中川晃教 - 林正之助：間寛平 - お糸：林明日香 - お黒：隅田美保（当時アジアン） - お直:児玉絹世 - 川岡大次郎 | 2012年6月12日 - 7月1日 （休演日：6月16日・17日・19日・24日）                                |
| 7月  | 笑う門には、大大阪                 | - 吉本せい：南野陽子 - 林正之助：小籔千豊 - ミスワカナ：藤林美沙 - 玉松一郎：山崎邦正 - 社員・橋本：金子昇 - 横山エンタツ:海部剛史 - 花菱アチャコ:北山雅康 - 神田崋山:桂茶がま | 2012年7月8日 - 8月2日 （休演日：7月11日・14日・16日・18日・23日・25日・28日・29日、8月1日） |
| 8月  | わらわし隊、大陸を行く             | - ミスワカナ：水野真紀 - 玉松一郎：木村祐一 - 林正之助：山内圭哉 - 石田一松：松尾貴史 - 武田軍曹：佐藤正宏 - 料理人のワン：逢坂じゅん | 2012年8月11日 - 9月2日 （休演日：8月13日・14日・25日 - 27日）                               |
| 9月  | 焼け跡、青春手帖                   | - 浪花千栄子：黒谷友香 - 花菱アチャコ：兵動大樹（矢野・兵動） - 林正之助：ぼんちおさむ（ザ・ぼんち） - 長沖一：松澤一之 - 八田竹男：長原成樹 - 社員・橋本：高川裕也 | 2012年9月9日 - 9月30日 （休演日：9月12日・13日・17日・19日・21日・23日）                    |
| 10月 | これで誕生! 吉本新喜劇             | - 花紀京：内場勝則 - 岡八郎：千原せいじ（千原兄弟） - 白鳥しのぶ：小西美帆 - 笑福亭松之助：金山一彦 | 2012年10月7日 - 10月31日 （休演日：10月11日 - 13日・18日・19日・23日・25日・26日）          |
| 11月 | 深夜のキラ星〜スター誕生〜         | - 笑福亭仁鶴 - 菅広文（ロザン） - 末永隆子 - 未知やすえ - 河村静也 - 間慎太郎 - 誠三：田中弘史 - 八田：九十九一 - 一枝：浅香あき恵 - ディレクター・中西：福田転球 - 河村治子 - 音無美紀子                                                                                                | 2012年11月7日 - 11月30日 （休演日：11月12日・15日・17日 - 19日・26日）                      |
| 12月 | 日本全国、テレビで遊ぼ             | - 西川きよし：西川忠志 - 西川ヘレン：瀬戸カトリーヌ - 小林プロデューサー：石田靖 - 横山やすし：矢野勝也（矢野・兵動） - 桂三枝：なだぎ武（当時ザ・プラン9） | 2012年12月7日 - 12月29日 （休演日：12月10日・14日・17日・22日・24日）                       |
| 1月  | 爆発! MANZAIが止まらない           | - 松井由紀子：安達祐実 - 川島いずみ：川崎亜沙美 - 山内係長：藤井隆 - 大久保：中村昌也 - 玉井：バッファロー吾郎A（バッファロー吾郎） - 林正之助：逢坂じゅん - 轟木部長：山崎銀之丞 | 2013年1月9日 - 1月29日 （休演日：1月14日・19日・20日・27日）                                |
| 2月  | アンチ吉本・お笑いレボリューション | - 太田：月亭方正 - 狩野：遠藤章造（ココリコ） - 原：小川菜摘 - 松本人志：趙珉和 - 浜田雅功：間慎太郎 - 坂本：木下ほうか - 前原リュウ：梶原雄太（キングコング） - 泉五十四郎：ワッキー（ペナルティ） - 明石家さんま：浜田学 - 島田紳助：高山トモヒロ（ケツカッチン） - 林正之助：江口直彌 | 2013年2月5日 - 3月2日 （休演日：2月6日・8日・13日・16日・18日・20日・25日・27日）           |
| 3月  | 百年感謝 これからもよろしく        | - 猿田彦大神：間寛平 - 林正之助（青年期）：亘健太郎（フルーツポンチ） - 柳家三亀松：黒田有（メッセンジャー） - 天女・空：島田珠代 - 天女・風・林明日香 - 林正之助：江口直彌 - 河内家菊水丸                                                                                               | 2013年3月20日 - 4月7日 （休演日：3月25日、4月1日）                                          |

## スタッフ
- 脚本：長川千佳子
- 演出：湊裕美子（4 - 6、9 - 3月公演）、森上“Tomato”英樹（6月公演）、佐藤幹夫（7 - 8月公演）

## テーマソング
「MY HOMETOWN」（7月公演 -）
作曲：葉加瀬太郎、編曲：鳥山雄司

## 関連番組
『大阪100年まち物語』（毎日放送）（2012年4月 - 2013年3月、日曜日の深夜に月1回放送）教授：浅越ゴエ、助手：福島暢啓
千日前編（3月）：吉竹史、道頓堀編（2月）：福本晋悟、クイズで大阪を勉強編（1月）：川崎亜沙美、中崎町編（12月）：吉竹史、アメリカ村編（11月）：松井愛、日本橋編（10月）、鶴橋編（9月）：松井愛、御堂筋編（8月）、新世界・浜寺公園編（7月）、ほか
『漫才歴史 ミステリー 笑いのジョブズ』（朝日放送）（2013年3月24日放送）
漫才のルーツを辿っていく番組　漫才ブーム、NSC誕生、M-1グランプリ、リンゴ事件など
司会：東野幸治、喜多ゆかり
パネラー：水道橋博士、竹山隆範、メッセンジャー、ダイノジ、笑い飯、パンクブーブー、銀シャリ
VTR出演：島田洋七、国分健二、佐藤義和、五味一男、澤田隆治、ほか